# Stelgipus serratus
Stelgipus serratus är en mångfotingart som först beskrevs av Shelley 1984.  Stelgipus serratus ingår i släktet Stelgipus och familjen Xystodesmidae. Inga underarter finns listade i Catalogue of Life.